# Futbol gaélico femenino
Fútbol gaélico femenino (en irlandés: Peil Ghaelach na mBan) es un deporte de equipo femenino. Es el equivalente femenino del fútbol gaélico. El fútbol femenino está organizado por la Ladies' Gaelic Football Association . Dos equipos de 15 jugadoras patean o pasan con la mano un balón redondo hacia las porterías en cada extremo de un campo de pasto. El deporte se juega principalmente en la República de Irlanda e Irlanda del Norte, donde las dos competiciones principales son el All-Ireland Senior Ladies' Football Championship y la Ladies' National Football League . Ambas competiciones cuentan con equipos que representan los tradicionales condados de juegos gaélicos. La final del campeonato de fútbol femenino senior de Irlanda de 2017 fue la final deportiva femenina con mayor asistencia de 2017 . La final de 2019, después de la final de la Copa Mundial Femenina de la FIFA de 2019, fue la segunda mayor asistencia a cualquier final deportiva femenina durante 2019 . Históricamente, Cork y Kerry han sido los condados más exitosos del deporte. Waterford, Monaghan y Mayo también han experimentado rachas de éxito. En años más recientes, de 2017 a 2020, Dublín ha sido el equipo dominante.
El fútbol gaélico femenino también se juega en África, Asia, Gran Bretaña, Europa, América del Sur, Estados Unidos, Canadá y Australia. Fuera de Irlanda es interpretado principalmente, aunque no exclusivamente, por miembros de la diáspora irlandesa .

## Condados más exitosos
| Pos | Condado   | Títulos de Irlanda | Títulos de liga | Títulos totales |
| --- | --------- | ------------------ | --------------- | --------------- |
| 1   | Cork      | 11                 | 12              | 23              |
| 2   | Kerry     | 11                 | 11              | 22              |
| 3   | Waterford | 5                  | 5               | 10              |
| 4   | Dublín    | 5                  | 2               | 7               |
| 5   | Mayo      | 4                  | 3               | 7               |
| 6   | Monaghan  | 2                  | 4               | 6               |

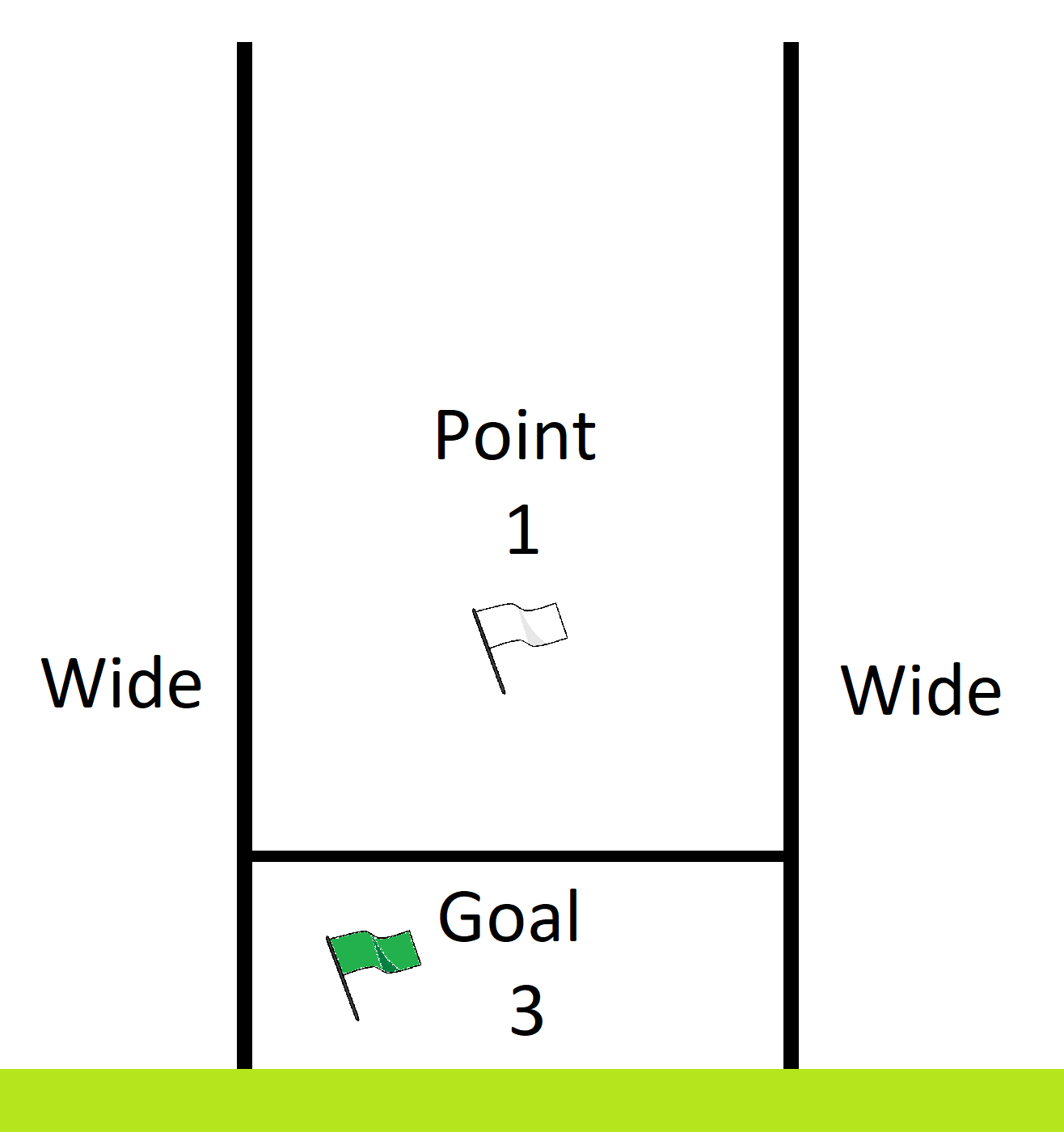
Porterías y sistema de puntuación utilizados en el fútbol femenino

La mayoría de las reglas del futbol gaélico femenino son similares a el juego de los hombres. Las diferencias principales son:
- Un jugador puede recoger la pelota directamente del suelo, siempre que esté de pie.
- La mayoría de los partidos duran 60 minutos; en el fútbol entre condados senior masculino, los juegos duran 70 minutos
- Los kickouts pueden tomarse de la mano.
- Cambio de manos: Lanzar la pelota de la mano derecha a la izquierda o viceversa.
- Se utiliza un reloj de cuenta regresiva con sirena si está disponible; en el juego de hombres, el árbitro decide el final del juego
- Todo contacto corporal deliberado está prohibido, excepto cuando se "sigue" a un oponente, compite para atrapar la pelota o bloquea la entrega de la pelota.
- Se usa una pelota gaélica de tamaño 4 más pequeña en comparación con la pelota de tamaño 5 que se usa en el juego masculino.